# 인접행렬
그래프 이론에서 인접 행렬(隣接行列, 영어: adjacency matrix)은 그래프에서 어느 꼭짓점들이 변으로 연결되었는지 나타내는 정사각 행렬이다.

## 정의
{\displaystyle n}개의 꼭짓점이 있는 그래프 {\displaystyle \Gamma }가 주어졌다고 하자. 그렇다면, 실수 내적 공간
{\displaystyle H=\mathbb {R} ^{\operatorname {V} (\Gamma )}}
을 정의할 수 있다. {\displaystyle \Gamma }의 인접 행렬 {\displaystyle {\mathsf {A}}_{\Gamma }}은 {\displaystyle H} 위의 선형 변환 {\displaystyle H\to H}이며, 그 성분은 다음과 같다.
{\displaystyle \langle j|{\mathsf {A}}_{\Gamma }|i\rangle ={\begin{cases}1&ij\in \operatorname {E} (\Gamma )\\0&ij\not \in \operatorname {E} (\Gamma )\\\end{cases}}}
(편의상 브라-켓 표기법을 사용하였다.)
이는 정의에 따라 대칭 연산자이다.
보다 일반적으로, 이와 같은 정의를 다중 그래프에 대하여 일반화할 수 있다. 이 경우, {\displaystyle ({\mathsf {A}}_{\Gamma })_{ij}}는 {\displaystyle i}와 {\displaystyle j} 사이의 변의 수가 된다. 다만, 이 경우 문헌에 따라 고리(시작과 끝이 같은 변)를 세는 법이 다를 수 있다.

### 화살집의 인접 행렬
국소 유한 화살집 (즉, 임의의 두 꼭짓점 사이의 변 집합이 유한한 화살집) {\displaystyle Q}의 인접 행렬은 실수 선형 변환
{\displaystyle {\mathsf {A}}_{Q}\colon \mathbb {R} ^{\operatorname {V} (Q)}\to \mathbb {R} ^{\operatorname {V} (Q)}}
이며, 그 성분은 다음과 같다.
{\displaystyle \langle j|{\mathsf {A}}_{Q}|i\rangle =|\hom _{Q}(i,j)|}
즉, {\displaystyle A_{ij}}는 {\displaystyle v_{i}}에서 시작하고 {\displaystyle v_{j}}에서 끝나는 변의 수이다. 만약 이러한 변이 없다면 {\displaystyle A_{ij}=0}이다. 특히, {\displaystyle A_{ii}}는 꼭짓점 {\displaystyle v_{i}}에서 스스로로 가는 변의 수이다.
이는 물론 일반적으로 대칭 연산자가 아니다.
이에 따라, 화살집 {\displaystyle Q}에 대하여,
{\displaystyle \langle j|{\mathsf {A}}_{Q}^{n}|i\rangle \in \mathbb {N} }
은 꼭짓점 {\displaystyle i\in \operatorname {V} (\Gamma )}에서 꼭짓점 {\displaystyle j\in \operatorname {V} (\Gamma )}로 가는, 길이 {\displaystyle n}의 보행의 수이다. (여기서 편의상 브라-켓 표기법을 사용하였다.) 마찬가지로, 대각합
{\displaystyle \operatorname {tr} {\mathsf {A}}_{Q}^{n}}
은 길이 {\displaystyle n}의 순환의 수이다.

## 성질
유한 그래프 {\displaystyle \Gamma }의 인접 행렬의 고윳값의 집합을 {\displaystyle \Gamma }의 스펙트럼(영어: spectrum)이라고 하고, {\displaystyle \operatorname {Spec} \Gamma }로 표기하자.
그래프는 자기 고리를 가질 수 없으므로, 그래프의 인접 행렬의 대각 성분들은 모두 0이다. 이에 따라, 그 대각합은 항상 0이다. 즉, 스펙트럼의 원소들의 (중복수를 고려한) 합은 0이다.
{\displaystyle \Gamma }의 스펙트럼의 최댓값 {\displaystyle \lambda _{1}(\Gamma )}은 {\displaystyle \Gamma }의 최대 차수(한 꼭짓점에 연결된 변의 수의 최댓값)보다 같거나 작다.
{\displaystyle \max \operatorname {Spec} (\Gamma )\leq \max \deg _{\Gamma }=\max _{i\in \operatorname {V} (\Gamma )}\deg _{\Gamma }i}
또한, 유한 정규 그래프 {\displaystyle \Gamma }에 대하여, 이 부등식이 포화된다.
{\displaystyle \max \operatorname {Spec} (\Gamma )=\max \deg _{\Gamma }=\max _{i\in \operatorname {V} (\Gamma )}\deg _{\Gamma }i}
정규 그래프의 경우 이 고윳값 {\displaystyle \max \deg _{\Gamma }}의 중복수는 {\displaystyle \Gamma }의 연결 성분의 수와 같다. 각 연결 성분 {\displaystyle C\subseteq \Gamma }에 대응하는 고유 벡터 {\displaystyle |\psi _{C}\rangle }는 각 연결 성분 {\displaystyle C}에 대하여
{\displaystyle \langle i|\psi _{C}\rangle ={\begin{cases}1&i\in C\\0&i\not \in C\end{cases}}}
의 꼴이다. 특히,
{\displaystyle (1,1,\dotsc ,1)}
는 항상 고윳값 {\displaystyle \max \deg _{\Gamma }}의 고유 벡터를 이룬다.

### 연산에 대한 호환
임의의 두 그래프 {\displaystyle \Gamma }, {\displaystyle \Gamma '}에 대하여,
{\displaystyle \operatorname {Spec} (\Gamma \sqcup \Gamma ')=\operatorname {Spec} \Gamma \sqcup \operatorname {Spec} \Gamma '}
이다. 여기서 좌변은 그래프의 분리합집합이며, 우변은 중복집합의 분리합집합이다.
임의의 두 그래프 {\displaystyle \Gamma }, {\displaystyle \Gamma '}에 대하여,
{\displaystyle \operatorname {Spec} (\Gamma \square \Gamma ')=\{\lambda +\lambda '\colon \lambda \in \operatorname {Spec} \Gamma ,\;\lambda '\in \operatorname {Spec} \Gamma '\}}
이다. 여기서 {\displaystyle \square }는 그래프의 그래프 데카르트 곱을 뜻한다.

### 그래프 동형

같은 스펙트럼을 갖지만 서로 동형이 아닌 두 그래프

같은 수의 꼭짓점을 갖는 임의의 두 유한 그래프 {\displaystyle \Gamma }, {\displaystyle \Gamma '}에 대하여, 두 그래프가 동형일 필요 충분 조건은
{\displaystyle P{\mathsf {A}}_{\Gamma }={\mathsf {A}}_{\Gamma '}P}
인 치환행렬
{\displaystyle P\colon \mathbb {R} ^{\operatorname {V} (\Gamma )}\to \mathbb {R} ^{\operatorname {V} (\Gamma ')}}
가 존재하는 것이다.
반면, 서로 동형이 아니지만, 스펙트럼이 같은 그래프들이 알려져 있다.

## 응용
인접 행렬의 특정 원소에 접근하는 데 걸리는 시간이 상수 시간이라면 꼭짓점 i에서 꼭짓점 j로 가는 변이 있는지를 상수 시간에 알 수 있다. 꼭짓점의 개수를 n이라고 할 때 인접행렬을 만드는 데 {\displaystyle O(n^{2})}시간을 쓰게 되므로, 인접행렬을 이용한 그래프 알고리즘의 시간 복잡도는 이보다 더 좋을 수 없다. 따라서 변이 희소한 경우에는 인접 리스트 표현 방식이 유리하다.

## 예
다음과 같은 유한 그래프를 생각하자.
이 그래프의 인접 행렬은 다음과 같은 대칭 행렬이다.
{\displaystyle A={\begin{pmatrix}0&1&0&0&1&0\\1&0&1&0&1&0\\0&1&0&1&0&0\\0&0&1&0&1&1\\1&1&0&1&0&0\\0&0&0&1&0&0\\\end{pmatrix}}}
이 그래프의 스펙트럼은 다음과 같다.
{\displaystyle \{2.54,1.08,0.26,-0.54,-1.21,-2.14\}}
이들의 합은 0이며, 그 최댓값 2.54는 그래프의 최대 차수 3보다 작다.

### 무변 그래프
무변 그래프 {\displaystyle {\bar {\mathsf {K}}}_{n}}의 인접 행렬은 영행렬이다.
{\displaystyle {\mathsf {A}}_{{\bar {\mathsf {K}}}_{n}}=0}
그 스펙트럼의 유일한 원소는 0이며, 그 중복수는 {\displaystyle n}이다.

### 완전 그래프
완전 그래프 {\displaystyle {\mathsf {K}}_{n}}의 인접 행렬은 다음과 같은 꼴이다.
{\displaystyle {\mathsf {A}}_{{\mathsf {K}}_{n}}=\mu _{n\times n}-1_{n\times n}}
여기서 {\displaystyle \mu }는 모든 성분이 1인 행렬이다.
그 스펙트럼은 다음과 같다.
{\displaystyle \operatorname {Spec} {\mathsf {A}}_{{\mathsf {K}}_{n}}=\{n-1,\underbrace {-1,-1,\dotsc ,-1} _{n-1}\}}

### 완전 이분 그래프
완전 이분 그래프 {\displaystyle {\mathsf {K}}_{m,n}}의 인접 행렬은 다음과 같은 꼴이다.
{\displaystyle {\mathsf {A}}_{{\mathsf {K}}_{m,n}}={\begin{pmatrix}0_{m\times m}&\mu _{m\times n}\\\mu _{n\times m}&0_{n\times n}\end{pmatrix}}}
여기서 {\displaystyle \mu }는 모든 성분이 1인 행렬이다.
완전 이분 그래프 {\displaystyle {\mathsf {K}}_{m,n}}의 스펙트럼은 다음과 같다.
{\displaystyle \operatorname {Spec} {\mathsf {K}}_{m,n}=\{+{\sqrt {mn}},-{\sqrt {mn}},\underbrace {0,0,\dotsc ,0} _{m+n-2}\}}
고윳값 {\displaystyle \pm {\sqrt {mn}}}의 고유 벡터는
{\displaystyle {\sqrt {n}}\sum _{i\in C_{m}}|i\rangle \pm {\sqrt {m}}\sum _{j\in C_{n}}|j\rangle }
이다. (여기서 {\displaystyle C_{m},C_{n}\subseteq \operatorname {V} (\Gamma )}는 완전 이분 그래프의 꼭짓점 집합의 분할이다.)

### 순환 그래프
순환 그래프 {\displaystyle {\mathsf {C}}_{n}}의 인접 행렬은 다음과 같다.
{\displaystyle {\mathsf {C}}_{n}=\sum _{i=0}^{n-1}(|i\rangle \langle i+1|+|i+1\rangle \langle i|)}
(여기서 {\displaystyle i\in \mathbb {Z} /(n)}으로 여긴다. 즉, {\displaystyle n\equiv 0}이다.)
그 스펙트럼은 다음과 같다.
{\displaystyle \operatorname {Spec} {\mathsf {C}}_{n}=\left\{2\cos {\frac {2\pi i}{n}}\colon i\in \{0,1,\dotsc ,n-1\}\right\}}
특히, {\displaystyle \pm 2}가 아닌 모든 고윳값들의 중복수는 2이다. ({\displaystyle \pm 2}의 중복수는 1이다.)

### 경로 그래프
{\displaystyle n}개의 꼭짓점을 갖는 경로 그래프 {\displaystyle {\mathsf {P}}_{n}}의 인접 행렬은 다음과 같다.
{\displaystyle {\mathsf {P}}_{n}=\sum _{i=1}^{n-1}(|i\rangle \langle i+1|+|i+1\rangle \langle i|)}
그 스펙트럼은 다응과 같다.
{\displaystyle \operatorname {Spec} {\mathsf {P}}_{n}=\left\{2\cos {\frac {\pi i}{n+1}}\colon i\in \{1,\dotsc ,n\}\right\}}
특히, 만약 {\displaystyle \lambda }가 스펙트럼에 속한다면 {\displaystyle -\lambda }도 스펙트럼에 속한다. 모든 고윳값의 중복수는 1이다.

### 딘킨 도표
ADE형의 단순 리 대수 {\displaystyle {\mathfrak {g}}}의 딘킨 도표는 그래프를 이룬다. 이 그래프의 스펙트럼은 다음과 같은 꼴이다.
{\displaystyle \left\{2\cos {\frac {(d_{i}-1)\pi }{{\mathsf {h}}({\mathfrak {g}})}}\colon i\in \{1,\dotsc ,\operatorname {rank} {\mathfrak {g}}\}\right\}}
여기서
- {\displaystyle \operatorname {rank} {\mathfrak {g}}}는 {\displaystyle {\mathfrak {g}}}의 계수({\displaystyle {\mathfrak {g}}}의 최대 아벨 부분 리 대수의 차원 = 딘킨 도표의 꼭짓점의 수)이다.
- {\displaystyle {\mathsf {h}}({\mathfrak {g}})}는 {\displaystyle {\mathfrak {g}}}의 콕서터 수이다.
- {\displaystyle d_{i}}는 {\displaystyle {\mathfrak {g}}}의 딘킨 도표의 각 꼭짓점에 대응되는 차수들이다. 예를 들어, 리 대수 {\displaystyle {\mathfrak {d}}_{n}}의 경우 {\displaystyle d_{i}=2,4,6,\dotsc ,2n-2}이다.

## 같이 보기
- 그래프 라플라스 연산자